# Taipana
Taipana est une commune italienne de la province d'Udine, dans la région Frioul-Vénétie Julienne.

## Administration
| Période                                  | Période | Identité                    | Étiquette | Qualité |
| ---------------------------------------- | ------- | --------------------------- | --------- | ------- |
|                                          |         | Marisa Filippig, Elio Berra |           | maires  |
| Les données manquantes sont à compléter. |         |                             |           |         |

### Hameaux
Cornappo, Debellis, Monteaperta, Poiacco, Pontesambo, Montemaggiore, Campo di Bonis, Platischis, Prossenicco, Ponte Vittorio

### Communes limitrophes
Attimis, Faedis, Lusevera, Nimis, Kobarid (Slovénie)